# مذبحة راتشاك
مذبحة راتشاك أو عملية راتشاك هي قتل جماعي لـ 45 من ألبان كوسوفو في قرية راتشاك في وسط كوسوفو في يناير 1999. وقد ارتكبت عمليات القتل على يد قوات الأمن الصربية. رفضت الحكومة الصربية السماح للمدعي العام لجرائم الحرب بزيارة الموقع، وأكدت أن الضحايا كانوا جميعهم أعضاء في جيش تحرير كوسوفو المتمرد الذين قتلوا في القتال مع قوات أمن الدولة.
وشكلت عمليات القتل عاملا رئيسيا في قرار منظمة حلف شمال الأطلسي باستخدام القوة ضد جمهورية يوغوسلافيا الاتحادية. وجرى التحقيق في حالات القتل بواسطة فريقين مستقلين للطب الشرعي، وهما فريق أول مشترك بين يوغوسلاف وبيلاروسيين، وفريق ثاني فنلندي. وخلص تقرير الفريق الأول، الذي صدر بتكليف من حكومة جمهورية يوغوسلافيا، إلى أن أولئك الذين قتلوا، ومن بينهم امرأة وطفل عمره 12 سنة، كانوا جميعاً رجال حرب العصابات الانفصاليين وليسوا مدنيين. وقد أدان بيل كلينتون، رئيس الولايات المتحدة آنذاك، المذبحة التي راح ضحيتها المدنيون، ووصفها بأنها عملية قتل متعمدة وعشوائية.